# Législature 2007-2011 du Grand Conseil du canton de Fribourg
La législature 2007-2011 du Grand Conseil du canton de Fribourg commence en 2007 et s'achève en 2011.

## Résultats des élections

Répartition des sièges

Les élections du 5 novembre 2006 ont vu une participation de 40.69 % (soit 69 818 suffrages exprimés sur 171 594) et a produit la répartition suivante des sièges :
- Parti démocrate-chrétien PDC : 37
- Parti socialiste PS :25
- Parti libéral-radical PLR : 19
- Union démocratique du centre UDC : 18
- Parti chrétien-social, PCS: 4
- Les Verts : 3
- Mouvement Ouverture: 1
- Indépendante - Solidarité - Ouverture: 1
- Parti évangélique suisse PEV: 1
- Divers : 1

Les élus du PCS, des Verts, du Mouvement Ouverture, de la liste « Indépendante - Solidarité - Ouverture » et du PEV siègent ensemble dans le groupe Alliance Centre Gauche (ACG).
A noter que cette législature est marquée par la diminution du nombre de députés de 130 à 110.